# Galula
Galula ist ein Dorf im Distrikt Songwe in der Region Songwe in Tansania.

## Lage
Galula liegt rund 20 km südöstlich des Rukwasees auf einem Höhenrücken westlich des Flusses Songwe. Es ist das Verwaltungszentrum eines gleichnamigen Wards mit 8440 Einwohnern bei der Volkszählung 2012.

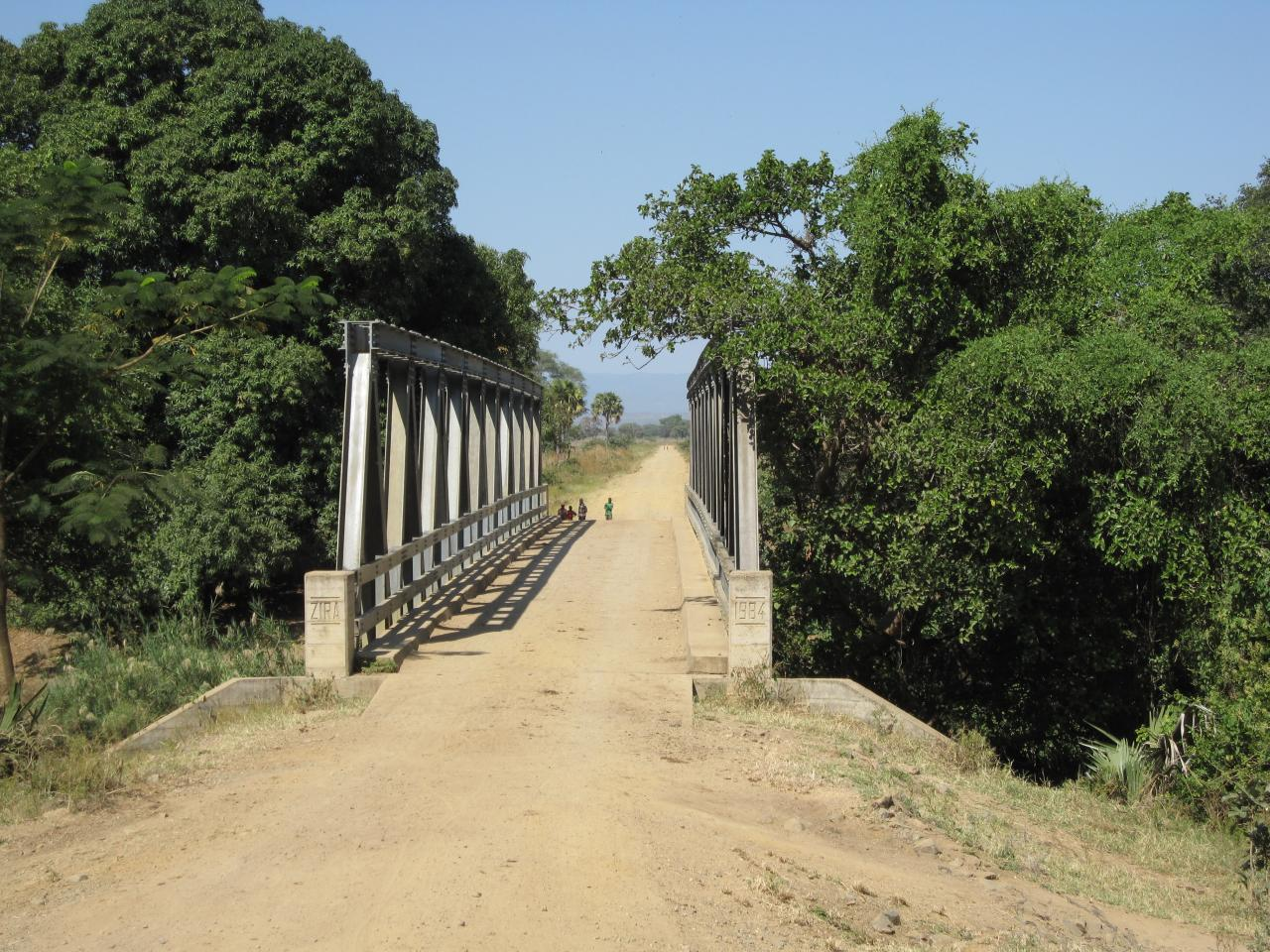
Brücke bei Galula

Galula ist Namensgeber der Galula-Formation, einer geologischen Formation der Kreidezeit mit Saurierfunden.
Während der Zeit der Deutschen Besatzung wurde der Ort St. Moritz genannt. Zu dieser Zeit gab es bereits eine gemauerte katholische Kirche im Ort.